# Boaz Meylink
Boaz Cornelius Meylink (Deventer, 22 de março de 1984) é um remador neerlandês, medalhista olímpico.

## Carreira
Meylink competiu nos Jogos Olímpicos de 2012 e 2016. Em sua primeira aparição, em Londres, ficou em quinto lugar com a equipe dos Países Baixos no quatro sem. Quatro anos depois, no Rio de Janeiro, disputou a prova do oito com e obteve a medalha de bronze.